# Buena vida (film)
Buena Vida (Buena vida - Delivery) è un film del 2004 diretto da Leonardo Di Cesare.

## Trama
Un ragazzo vive da solo in un modesto appartamento ereditato dal padre. Per aiutare a far quadrare i conti, decide di fittare l'immobile ad inquilini che ne abbiano bisogno, per ottenere in cambio una somma di denaro extra dagli stessi. In questo modo fa la conoscenza di una ragazza, la quale desta gli interessi amorosi del proprietario di casa; la giovane ricambia e tra i due nasce una relazione. Dopo qualche tempo, si viene a sapere che i familiari della ragazza non hanno un posto in cui stare, e inizialmente il ragazzo decide di ospitarli per qualche giorno; tuttavia, i giorni diventano settimane, le settimane diventano mesi e gli abusivi non hanno nessuna intenzione di andarsene. Come se non bastasse, trasformano la casa occupata in una fabbrica produttrice di dolci tipici argentini. Totalmente vani saranno i tentativi del proprietario di casa di passare per vie legali e, non potendo permettersi un avvocato, la situazione diventa sempre più critica.